# ГАЕС Соутело
ГАЕС Соутело — гідроелектростанція на північному заході Іспанії у сточищі річки Бібей (ліва притока Сіль, яка в свою чергу є лівою притокою найбільшої річки Галісії Мінью).
Як нижній резервуар станції використали водосховище Бао, споруджене у 1960-х роках на Бібей для роботи ГЕС Пуенте-Бібей. Його утримує гравітаційна гребля висотою 107 метрів та довжиною 257 метрів, на спорудження якої пішло 465 тис. м3 бетону. Одна із заток цього великого сховища (об'єм 238 млн м3) простягається по долині річки Консо (ліва притока Бібей).
У 1990-х роках на поточку Конселло (у верхній течії — Сенса), який впадає у Консо ліворуч, створили верхній резервуар. Його утримує гребля із ущільненого котком бетону висотою 49 метрів та довжиною 650 метрів, на спорудження якої пішло 204 тис. м3 матеріалу. Вона утримує водойму площею поверхні 2,5 км2 та об'ємом від 2 до 43 млн м3 (в залежності від рівня поверхні). Різниця у висоті між верхнім і нижнім резервуарами дає змогу створити напір у 665 метрів.
Основне обладнання станції становлять два гідроагрегати, які мають потужність у турбінному режимі 124,6 МВт та 81,6 МВт. Крім того, другий гідроагрегат має потужність 76 МВт у насосному режимі.
Зв'язок з енергосистемою відбувається по ЛЕП, що працює під напругою 220 кВ.